# Liste der Gouverneure von Goiás

Wappen von Goiás

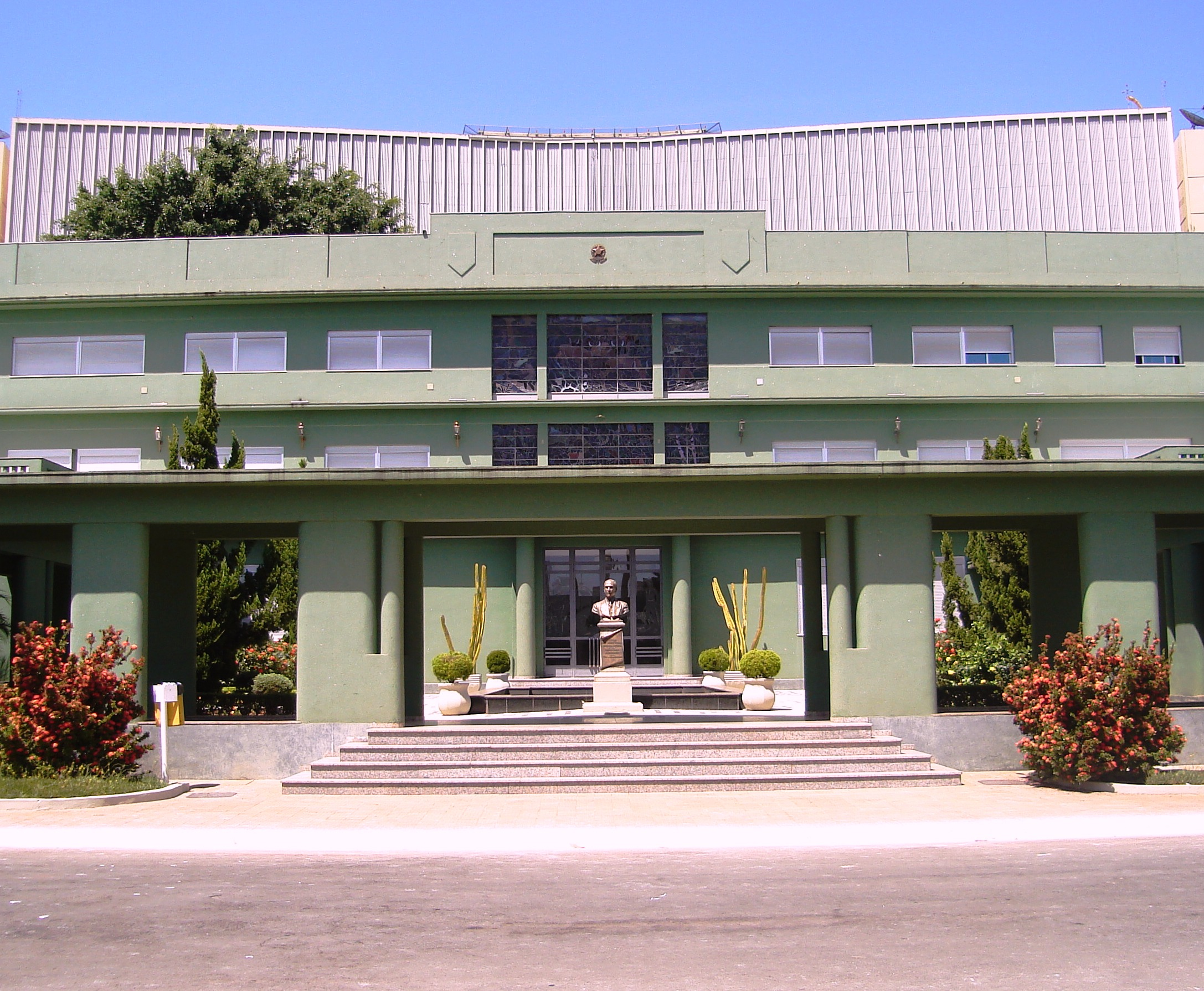
Palácio das Esmeraldas, Amtssitz des Gouverneurs

Die Liste der Gouverneure von Goiás gibt einen Überblick über die Gouverneure des brasilianischen Bundesstaats Goiás seit der Sechsten Republik.
Amtssitz des Gouverneurs ist seit 1937 der Palácio das Esmeraldas in Goiânia.

## Geschichte
Die Regierungsgeschichte von Goiás geht bis 1721 zurück, als das Gebiet zum Kapitanat São Paulo gehörte, ab 1749 war es bekannt als Minas de Goiás. Bei Errichtung des Kaiserreich Brasiliens wurde es von 1821 bis 1889 die Provinz Goiás, bei Ausrufung der Republik Brasilien der Estado de Goiás.

## Neue (Sechste) Republik
| Nr.    | Name                        | Bild         | Partei       | Beginn der Amtszeit | Ende der Amtszeit |
| ------ | --------------------------- | ------------ | ------------ | ------------------- | ----------------- |
| 69     | Iris Rezende                |              | PMDB         | 15. März 1983       | 13. Feb. 1986     |
| 70     | Onofre Quinan               |              | PMDB         | 13. Feb. 1986       | 15. März 1987     |
| 71     | Henrique Santillo           |              | PMDB         | 15. März 1987       | 15. März 1991     |
| 72     | Iris Rezende                |              | PMDB         | 15. März 1991       | 2. Apr. 1994      |
| – (72) | Agenor Rodrigues de Rezende |              | PMDB         | 2. Apr. 1994        | 1. Jan. 1995      |
| 73     | Maguito Vilela              |              | PMDB         | 1. Jan. 1995        | 2. Apr. 1998      |
| 74     | Naphtali Alves de Souza     |              | PMDB         | 2. Apr. 1998        | 24. Nov. 1998     |
| – (74) | Helenês Cândido             |              | PMDB         | 24. Nov. 1998       | 1. Jan. 1999      |
| 75     | Marconi Perillo             |              | PSDB         | 1. Jan. 1999        | 1. Jan. 2003      |
| 75     | Marconi Perillo             | 1. Jan. 2003 | PSDB         | 31. März 2006       |                   |
| 76     | Alcides Rodrigues           |              | PP           | 31. März 2006       | 1. Jan. 2007      |
| 76     | Alcides Rodrigues           | 1. Jan. 2007 | PP           | 1. Jan. 2011        |                   |
| 77     | Marconi Perillo             |              | PSDB         | 1. Jan. 2011        | 1. Jan. 2015      |
| 77     | Marconi Perillo             | 1. Jan. 2015 | PSDB         | 7. Apr. 2018        |                   |
| 78     | José Eliton Júnior          |              | PSDB         | 7. Apr. 2018        | 1. Jan. 2019      |
| 79     | Ronaldo Caiado              |              | DEM          | 1. Jan. 2019        | amtierend         |
| 79     | Ronaldo Caiado              | UNIÃO        | 1. Jan. 2023 |                     |                   |